# Gustaw Daniel Budkowski
Gustaw Daniel Budkowski (ur. 5 czerwca 1813 w Rydze, zm. 7 sierpnia 1884 w Albano we Włoszech) – polski malarz i litograf.

## Biografia
Urodził się 5 czerwca 1813 w Rydze. Po skończeniu nauk podstawowych wstąpił do wojska. Brał udział w wyprawach kaukaskich. Dosłużył stopnia oficerskiego. W 1843 był wolnym słuchaczem w akademii petersburskiej, gdzie w 1855 otrzymał tytuł akademika tej uczelni za obraz "Młoda wdowa z dzieckiem". Współpracował z Karłem Briułłowem i Fiodorem Bruni przy wykonaniu fresków w soborze św. Izaaka w Petersburgu.
Wiele podróżował po Europie. Tworzył malarstwo rodzajowe, religijne, historyczne, malował portrety, pejzaże, obrazy do kościołów rzymskich. Wystawiał swoje prace w Polsce przeważnie w krakowskim TPSP  i warszawskiej Zachęcie. Za granicą miał wystawy w Dreźnie i Paryżu.
Zmarł 7 sierpnia 1884 w Albano.

## Twórczość
- Młoda wdowa z dzieckiem, 1855
- Oświadczyny, 1862[1]
- Strzelec karpacki w zasadzce, 1865
- Góral skradający się na dziką kozę, 1865
- Siostra znanego rabusia karpackiego, Hanka Mateja, 1865
- Smutna góralka, 1865 i 1866
- Góralka lub Góralka tatrzańska, 1866 i 1868
- Tatrzańscy pasterze, 1868
- Młody góral w Tatrach, 1869
- Drewniane schodki[2]

- Scena teatralna[3]